# Pterocheilus texanus
Pterocheilus texanus är en stekelart som beskrevs av Cresson 1872. Pterocheilus texanus ingår i släktet palpgetingar, och familjen Eumenidae. Inga underarter finns listade i Catalogue of Life.